# Întoarcerea - Amiaza veacului al XXII-lea
Întoarcerea: Amiaza veacului al XXII-lea (în rusă Полдень, XXII век (Возвращение), cu sensul Amiaza veacului al XXII-lea. Întoarcerea) este un roman științifico-fantastic din 1961 de Arkadi și Boris Strugațki. Cartea face parte din seria Universul Amiază și poate fi considerată și colecție de povestiri. Titlul Amiaza veacului al XXII-lea a fost ales de autori ca o polemică a cărții post-apocaliptice - Daybreak: 2250 AD (Star Man's Son) de Andre Norton.  Povestirea titulară a fost scrisă în 1959-1960 și a fost publicată pentru prima dată într-o formă oarecum prescurtată în 1961 sub titlul „Întoarcerea: Amiaza veacului al XXII-lea” (în rusă Возвращение (Полдень, 22-й век)) în jurnalul Ural, sub mențiunea capitole dintr-un [viitor] roman: «Întoarcerea».
Primele contribuții la această carte a fraților Strugațki datează de la începutul anului 1959. Cartea Întoarcerea a fost scrisă până în 1961, dar autorii au continuat să o modifice până la ediția definitivă din 1967.

## Cuprins
Lucrarea este de fapt o colecție de povestiri scurte, grupate în 4 capitole, unite de o serie de personaje comune (cum ar fi Kondratiev sau Slavin). Povestirile descriu diferite aspecte ale vieții umane de pe Pământul secolului al XXII-lea. Intrigile povestirilor nu sunt strâns legate, dar prezintă un set comun de personaje. Personajele care apar cel mai frecvent sunt Evgheni Slavin și Serghei Kondratiev, care, ca urmare a unei lungi călătorii prin spațiul interstelar aproape de viteza luminii, sunt aruncați un secol în viitor și trebuie să se reintegreze în societatea strănepoților lor. 
Povestirile incluse în carte sunt:
- „Noapte pe Marte” (1960)

Doi medici merg pe jos pe Marte după ce vehiculul lor s-a pierdut în nisipurile mișcătoare. Ei trebuie să evite o întâlnire cu o fiară sălbatică locală, în timp ce se grăbesc să asiste la nașterea lui Evgheni „Jenia” Slavin, primul om născut pe planeta Marte. (Acest lucru se pare că are loc la sfârșitul secolului al XX-lea.) 
- „Aproape la fel” (1960)

Povestire despre un grup de cadeți de la diferite facultăți ale Școlii Superioare din Cosmos, unde sunt pregătiți piloți, navigatori și alți specialiști. Pe fondul studiului la Academie, este descrisă viața cadeților, prima lor dragoste, precum și dorința lor neobosită de a exploata spațiul îndepărtat, în ciuda chiar posibilelor probleme de sănătate care pot apărea în același timp
- „Bătrânul” (1961)

Nava spațială nucleară Taimâr, cu motor fotonic, se întoarce în mod misterios pe Pământ după ce a dispărut cu un secol mai devreme. Navigatorul Serghei Ivanovici Kondratiev și Slavin sunt singurii supraviețuitori. 
- „Conspiratorii” (1962)

Școlarii din Aniudin, Paul Gnedîh – alias Polly, Aleksandr „Lin” Kostîlin, Mihail Sidorov zis Athos și Ghenadie Komov își planifică și visează viitorul. 
- „Cronică” (1961)

Povestirea începe la Novosibirsk, la 8 octombrie 2021. Este un raport științific care oferă o analiză a dispariției și reapariției lui Taimâr (rezultatele expediției „Taimîr-Ermak” sunt analizate de Comisia Academiei de Științe a U.R.C.S.,  Uniunea Republicilor Comuniste Sovietice). 
- „Doi de pe Taimâr” (1961)

Kondratiev și Slavin se recuperează după rănile cauzate de după prăbușirea lui Taimâr și încep să investigheze Pământul viitorului pe care s-au întors.
- „Șosele rulante” (1961)

Kondratiev explorează Pământul cu ajutorul unui sistem global de drumuri în mișcare.

Kondratiev explorează Pământul cu ajutorul unui sistem global de drumuri în mișcare. (Șoseaua trecea la câțiva pași de Kondratiev, în șase torente drepte, de culoare cenușie. Erau așa-numitele benzi ale Marii Șosele.)
- „Masa-minune” (1959)

Slavin încearcă să se adapteze la tehnologia viitorului, elicopterul folosit pentru transportul la domiciliu, obiecte casnice ca mașina universală de gătit MUG-207 «Krasnoiarsk» cu 16 programe, cibermăturătorii, ciber-grădinarii, MSU-16 - o mașină de spălat universală cu comandă semicibernetică care spală, calcă și coase nasturi.
- „Întoarcerea” (sau „Pacienții doctorului Protos”) (1961)

Serghei Ivanovici Kondratiev, după ce doctorul Protos i-a  interzis categoric să părăsească Pământul, îl întâlnește pe Leonid Andreevici Gorbovski și decide să lucreze în oceanografie. Gorbovski lucrează la o organizație care se numește „Serviciul de pază oceanică” unde cultivă plancton (pentru proteine) și pasc balene (pentru carne, grăsimi, piei, produse chimice).
- „Nostalgie”

Paul Gnedîh și Alexandr Kostîlin se reîntâlnesc după mulți ani de despărțire.
- „Descinzătorii” (1959)

Gorbovski face turul sateliților artificiali de proveniență extraterestră ai planetei Vladislava din sistemul stelei EN-17 și călătorește la suprafață cu Sidorov și Walkenstein.
- „Moby Dick”

Kondratiev și oceanograful Akiko Okada vânează calmari uriași într-o expediție la mare adâncime.
- „Despre rătăcitori și călători”
- „O planetă bine amenajată”
- „Enigma piciorului din spate”

Slavin întâlnește la Cold Creek, Australia de Vest, Colectorul de Informații Dispersate, o mașină arheolog.
- „Științele naturii în lumea spiritelor”
- „Lumânări la panou”

Akiko Okada (acum căsătorită cu Kondratiev) încearcă să-și viziteze tatăl pe moarte, căruia i se face Marea Codificare - drumul spre nemurirea „eului” uman (pentru că principalele elemente ale omului nu sunt mâinile și picioarele, ci memoria, deprinderile, asociațiile, creierul.) 
- „Înfrângere”

Sidorov testează dispozitive de colonizare prototip într-o zonă îndepărtată de pe Pământ.
- „Oameni, oameni...”
- „Ce veți fi” (1961)

Kondratiev, Slavin și Gorbovski, trei prieteni călători printre stele, se adună pe malul golfului oceanic. Kondratiev și Slavin discută despre progresul și stagnarea umanității de-a lungul duratei lor lungi de viață, iar Gorbovski spune o poveste fantastică despre întâlnirea sa cu un vizitator din viitor.
Din cartea republicată Amiaza veacului al XXII-lea a fost exclusă povestirea "Moby Dick" (1959).

## Traduceri
În limba română cartea a fost tradusă de Igor Block și a apărut la Editura Tineretului în 1964.

## Legături externe
- en  Istoria publicării lucrării Întoarcerea - Amiaza veacului al XXII-lea la Internet Speculative Fiction Database

## Vezi și
- 1961 în științifico-fantastic
- Marte în ficțiune